# René-Jean Jacquet
Pour les articles homonymes, voir Jacquet.
René Jacquet est un footballeur français né le 27 juin 1933 à Bordeaux (Gironde) et mort le 21 juillet 1993 à Reims (Marne). 
Il a fait l'essentiel de sa carrière comme gardien de but au Stade de Reims.

## Carrière de joueur
- ????-1955 : Girondins de Bordeaux (5 matchs en Division 1)
- 1955-1961 : Stade de Reims (76 matchs en Division 1, 6 matchs en Ligue des Champions)
- 1961-1962 : Lille OSC (25 matchs en Division 2)[2]

## Palmarès
- Champion de France en 1958 et 1960 avec le Stade de Reims
- Vainqueur de la Coupe de France en 1958 avec le Stade de Reims
- Finaliste de la Coupe d'Europe des Clubs Champions en 1956 avec le Stade de Reims